# Maple Leaf Rag

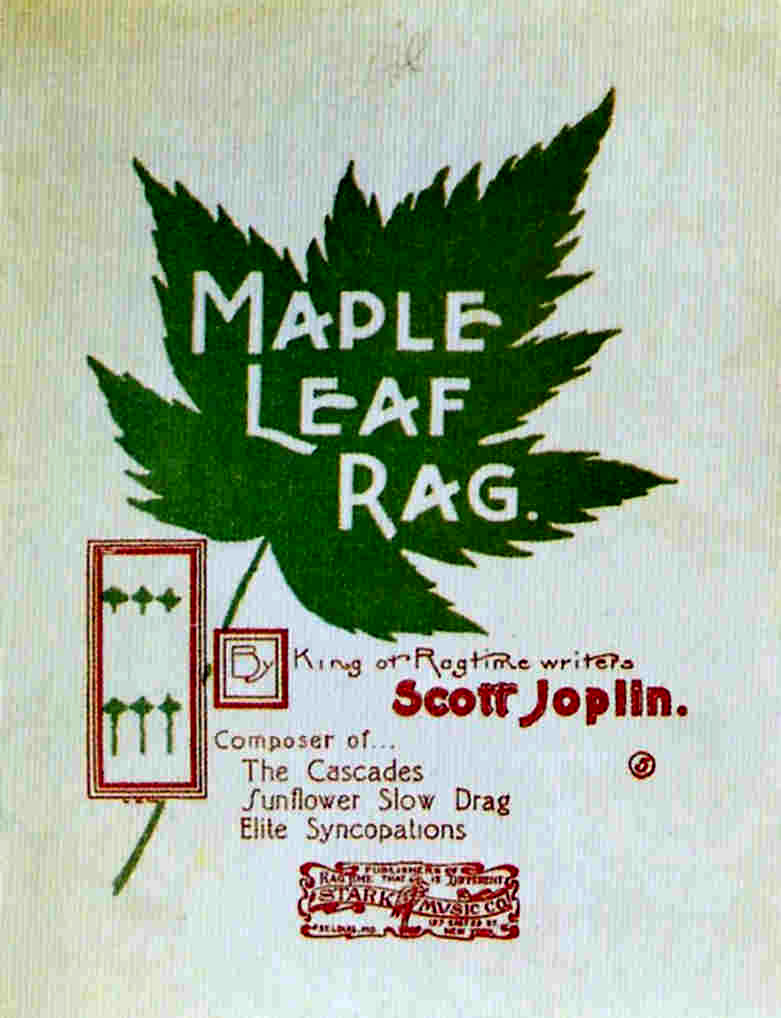
Erstausgabe, Titelblatt (1899)

Erstausgabe, Anfang

Der Maple Leaf Rag (engl. für „Ahornblatt-Ragtime“) ist einer der ersten und zugleich bekanntesten Rags für Klavier von Scott Joplin. Das Copyright wurde am 18. September 1899 registriert.

## Entstehung und Hintergrund
Der Titel bezieht sich angeblich auf den Maple Leaf Club in Sedalia (Missouri), in dem Scott Joplin mehrere Jahre als Hauspianist tätig war und in dem ihn 1899 der Verleger John Stillwell Stark entdeckte, der dann beschloss Joplins Werke zu publizieren. Daneben gibt es weitere Mutmaßungen über den Ursprung des Titels.
Das Stück wurde ein unerwartet großer Erfolg – die Prophezeiung „Der Maple Leaf Rag wird mich zum König der Ragtime-Komponisten machen“, die Joplin angeblich zuvor seinem Freund Arthur Owen Marshall gab, ging somit in Erfüllung.
In den ersten sechs Wochen nach der Veröffentlichung wurde die Notenausgabe 75.000 mal verkauft. Daraus wurden schließlich mehr als eine Million Exemplare. Joplin war der erste Musiker, der diese Marke überschritt.

## Analyse
Das Stück steht in der Tonart As-Dur. Der Aufbau folgt der Struktur AA BB A CC DD und damit dem für Werke des Ragtime-Genres typischen Grundschema, wobei der C-Teil, der in der Tonart Des-Dur steht, in den Noten als „Trio“ bezeichnet wird. Besonders charakteristisch ist die Begleitung, die in der linken Hand ungewöhnlich hohe Ansprüche an die Spieltechnik des Interpreten stellt, der hier große Intervallsprünge in schneller Folge zu bewältigen hat.